# Vladimir Sjomin
Vladimir Nikolajevič Sjomin (rusky Владимир Николаевич Сёмин) (* 1938, Tula) je současný ruský novinářský fotograf.

## Život a dílo
Narodil se v Tule, kde také vystudoval univerzitu. Po absolvování akademie jezdil do práce na Sever, kde se stal zaměstnancem a mládežnických novin. Do roku 1958 sloužil v sovětské armádě, pracoval jako operátor a osvětlovač v Rostovském filmovém studiu.
V 70. letech cítil nezávislost a odcestoval do Pamíru a Altaie, na Sibiř, BAMu, měst a vesnic z Ruska.
Působil jako fotograf v APN.
Sjomin je jeden z mála ruských fotografů, kteří získali uznání Západu.
Zúčastnil se celé řady soutěží, například World Press Photo a Press Foto Rossii, roku 1996 se zúčastnil moskevského festivalu Interfoto. V témže roce obdržel grant od prestižní světové organizace Eugena Smitha (W. Eugene Smith Grant in Humanistic Photography).
Již mnoho let pracuje na fotografických projektech jako například: «Святые источники», «Брошенные деревни, позабытые люди», «За монастырской стеной» ("Opuštěné vesnice, zapomenutí lidé", "Za klášterní zdí") a další.

## Ocenění
- The W. Eugene Smith Memorial Fund 1996

## Vybrané fotopublikace, s fotografiemi Sjomina
- 1986 – "Another Russia", Thames&Hudson, Londýn
- 1988 – Taneli Escola & Hannu Eerikainen "Toisinnakijat" (Инаковидящие) Helsinki
- 1988 – "Say Cheese!", Soviet Photography 1968–1988 Editions du Comptoir de la Photographie
- 1991 – "Changing Reality", Starwood Publishing, Inc.